# Kayak (album)
Kayak is het tweede studioalbum van de Nederlandse symfonische rockgroep Kayak. Het album is net als zijn voorganger opgenomen in de Intertone Studios in Heemstede. De muziek is wat minder toegankelijk dan de muziek van See see the sun. Er stonden eigenlijk maar twee tracks op die tot single konden dienen: Wintertime (dat het ook werd) en Serenades dat een B-kant werd.
De muziek van Kayak leunde toen ook nog op de muziek van Yes en kende in They get to know me de lange symfonische suite. De mix vond plaats in de Intertone Studios en de Abbey Road Studios in Londen door Pierre Geoffrey Chateau.

## Kayak
- Ton Scherpenzeel – alle toetsinstrumenten behalve mellotron en zang
- Pim Koopman – slagwerk, synthesizer, marimba, zang
- Max Werner – eerste zang, percussie, mellotron
- Cees van Leeuwen – basgitaar, harmonica
- Johan Slager – gitaar, zang

## Tracklist
De laatste track is een bonustrack op de compact disc-uitgave uit 1995 op Pseudonym.

| Nr. | Titel                                                               | Duur |
| --- | ------------------------------------------------------------------- | ---- |
| 1.  | Alibi (Scherpenzeel)                                                | 3:39 |
| 2.  | Wintertime (muziek: Koopman; tekst: van Leeuwen)                    | 2:51 |
| 3.  | Mountain too rough (Scherpenzeel)                                   | 3:57 |
| 4.  | They get to know me (muziek: Koopman; tekst: van Leeuwen)           | 9.18 |
| 5.  | Serenades (Koopman, Scherpenzeel)                                   | 3:33 |
| 6.  | Woe and alas (Scherpenzeel)                                         | 3:01 |
| 7.  | Mireille (muziek: Koopman; instrumentaal)                           | 2:13 |
| 8.  | Trust in the machine (muziek: Koopman, van Leeuwen, tekst: Koopman) | 6:06 |
| 9.  | His master’s noise (Koopman, Scherpenzeel, van Leeuwen)             | 1:45 |
| 10. | We are not amused (Koopman, Scherpenzeel)                           | 3:01 |

Een alternatieve titel voor dit album was "His master’s noise"; men voorzag problemen met His Master's Voice en ze kwamen toen niet verder dan een titelloos album.  De vermelding second album werd weer later toegevoegd toen Kayak een poging deed door te breken in de Verenigde Staten. "His master's noise" is opgedragen aan de roadies van Kayak.
De hoes ziet eruit als een Monty Python's Flying Circus snapshot, alleen dan in een versie van een muffe kamer met jaren 50/60 behang, dat geheel bestaat uit “Kayak”.

## Hitnotering
| "Kayak" in de Nederlandse Album Top 100 - binnen: 18-05-1974 | "Kayak" in de Nederlandse Album Top 100 - binnen: 18-05-1974 | "Kayak" in de Nederlandse Album Top 100 - binnen: 18-05-1974 | "Kayak" in de Nederlandse Album Top 100 - binnen: 18-05-1974 | "Kayak" in de Nederlandse Album Top 100 - binnen: 18-05-1974 | "Kayak" in de Nederlandse Album Top 100 - binnen: 18-05-1974 | "Kayak" in de Nederlandse Album Top 100 - binnen: 18-05-1974 |
| Week                                                         | 01                                                           | 02                                                           | 03                                                           | 04                                                           | 05                                                           |                                                              |
| ------------------------------------------------------------ | ------------------------------------------------------------ | ------------------------------------------------------------ | ------------------------------------------------------------ | ------------------------------------------------------------ | ------------------------------------------------------------ | ------------------------------------------------------------ |
| Nummer                                                       | 19                                                           | 14                                                           | 13                                                           | 13                                                           | 16                                                           | uit                                                          |